# بيغ فوت (فلم 2012)
بيغ فوت (بالإنجليزية: bigfoot) هو فيلم حركة و رعب تم انتاجه في الولايات المتحدة و صدر سنة 2012 بطولة باري وليامز وداني بونادوس.

## القصة
موسيقيان سابقان يذهبان إلى الجبل للبحث عن المخلوق الاسطوري بيغ فوت.

## وصلات خارجية
- مقالات تستعمل روابط فنية بلا صلة مع ويكي بيانات

بيغ فوت على IMDb
بيغ فوت على Rotten Tomatos
بيغ فوت على AllMovie